# Segunda División 1970 (Chili)
In 1970 werd het negentiende seizoen gespeeld van de Segunda División, de tweede hoogste voetbalklasse van Chili. Unión San Felipe werd kampioen.

## Eindstand
| Plaats | Club                  | Wed. | W  | G  | V  | Saldo | Ptn. |
| ------ | --------------------- | ---- | -- | -- | -- | ----- | ---- |
| 1.     | Unión San Felipe      | 26   | 14 | 8  | 4  | 62:40 | 36   |
| 2.     | Iberia                | 26   | 16 | 3  | 7  | 35:21 | 35   |
| 3.     | Naval                 | 26   | 13 | 8  | 5  | 46:24 | 34   |
| 4.     | San Luis              | 26   | 14 | 6  | 6  | 52:29 | 34   |
| 5.     | Lister Rossel         | 26   | 11 | 6  | 9  | 37:45 | 28   |
| 6.     | Deportes Ovalle       | 26   | 10 | 6  | 10 | 45:36 | 26   |
| 7.     | Deportes Colchagua    | 26   | 7  | 12 | 7  | 46:44 | 26   |
| 8.     | Coquimbo Unido        | 26   | 4  | 15 | 7  | 30:35 | 23   |
| 9.     | Ferroviarios          | 26   | 8  | 7  | 11 | 37:50 | 23   |
| 10.    | San Antonio Unido     | 26   | 8  | 6  | 12 | 32:44 | 22   |
| 11.    | Bádminton             | 26   | 5  | 10 | 11 | 35:48 | 20   |
| 12.    | Ñublense              | 26   | 6  | 7  | 13 | 38:48 | 19   |
| 13.    | Santiago Morning      | 26   | 6  | 7  | 13 | 28:43 | 19   |
| 14.    | Municipal de Santiago | 26   | 6  | 7  | 13 | 28:44 | 19   |

|  | Kampioen, promotie naar Primera División 1971 |
|  | Degradatie play-off                           |

### Degradatie play-off
| Plaats | Club                  | Wed. | W | G | V | Saldo | Ptn. |
| ------ | --------------------- | ---- | - | - | - | ----- | ---- |
| 12.    | Santiago Morning      | 2    | 2 | 0 | 0 | 12:2  | 4    |
| 13.    | Ñublense              | 2    | 1 | 0 | 1 | 3:7   | 2    |
| 14.    | Municipal de Santiago | 2    | 0 | 0 | 2 | 2:8   | 0    |

|  | Degradatie |